# Bodorová
Pour l’article homonyme, voir Sylvie Bodorová.
Bodorová (hongrois : Bodorfalva) est un village de Slovaquie situé dans la région de Žilina.

## Histoire
La première mention écrite du village date de 1265.

## Démographie

### Évolution de la population
| Année:               | 1994. | 2004.    | 2014.   | 2024.   |
| -------------------- | ----- | -------- | ------- | ------- |
| Nombre de personnes: | 211   | 261      | 243     | 240     |
| Différence:          |       | +23,69 % | -6,89 % | -1,23 % |

| Année:               | 2023. | 2024.   |
| -------------------- | ----- | ------- |
| Nombre de personnes: | 235   | 240     |
| Différence:          |       | +2,12 % |